# Раздольное (Приморский край)
Раздо́льное  — посёлок в Надеждинском районе Приморского края России. Административный центр Раздольненского сельского поселения.

## Географическое положение
Посёлок расположен на реке Раздольная (до 1972 года Суйфун) примерно в 20 километрах от её впадения в Амурский залив и вытянут вдоль её русла на 14 км, что делает его самым протяженным в Приморье и одним из самых протяжённых в России.
Расстояние по автодороге до Владивостока составляет около 58 км, до Уссурийска — 34 км.

## История

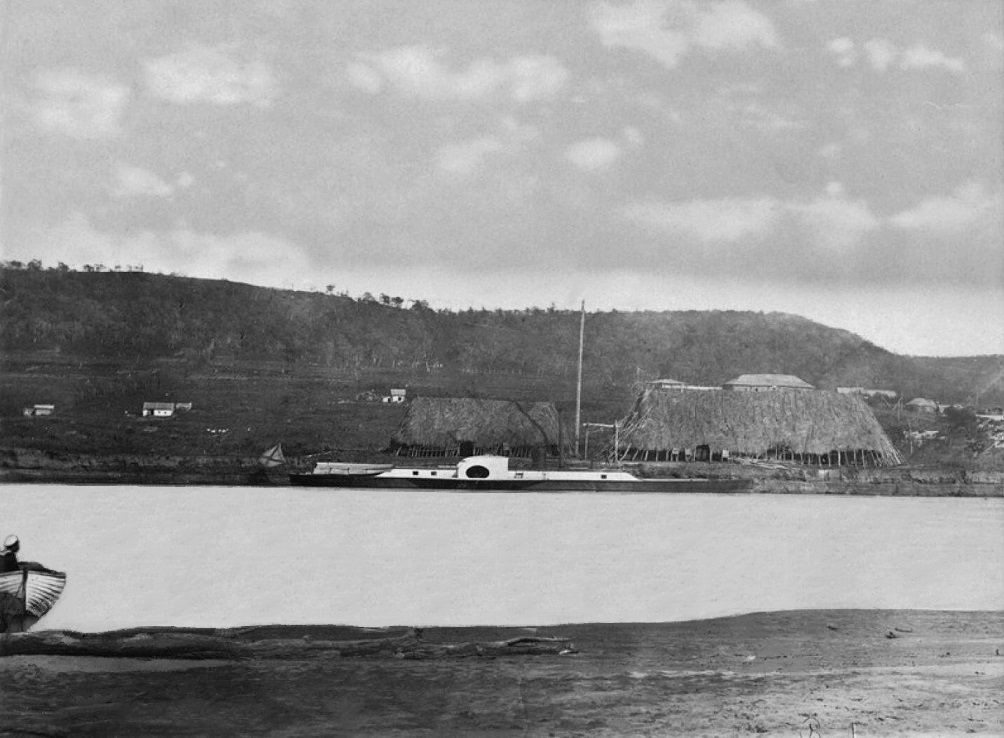
Раздольное в начале 1870-х годов. Фотография В. В. Ланина

Раздольное является одним из старейших российских населённых пунктов на территории Приморского края. 
Историк Амир Хисамутдинов писал: «Селу Раздолному… положил начало пост, основанный в 1860 году, состоявший из 3-го линейного батальона». Раздольненский гарнизон был усилен, здесь разместились стрелковый батальон, преобразованный к приезду цесаревича Николая в 1891 году в 1-й стрелковый Его Императорского величества полк, Восточно-Сибирская рота искрового телеграфа, 1-й, 2-й, 3-й летучие полки, 6-я строительная войсковая комиссия, Приморский драгунский полк. В период Первой мировой войны в селе Раздольное проживали военнопленные вражеских держав, в основном из Австро-Венгрии.
22 октября 1907 года в селе состоялось торжественное освящение новой каменной школы. Рассчитанная на 100 учащихся, школа приняла в первый год 53 мальчика и 32 девочки.

## Население
| 1868  | 1897  | 1900  | 1902  | 1907    | 1912  |
| ----- | ----- | ----- | ----- | ------- | ----- |
| 24    | ↗589  | ↘410  | ↗493  | ↗570    | ↗611  |
| 1915  | 1916  | 1923  | 1939  | 1959    | 1970  |
| ↗795  | →795  | ↗4043 | ↗7728 | ↗10 026 | ↘8263 |
| 1979  | 1989  | 2002  | 2004  | 2005    | 2008  |
| ↗8455 | ↗9613 | ↘7835 | ↘7600 | ↘7567   | ↘7285 |
| 2010  | 2021  |       |       |         |       |
| ↗8194 | ↘5705 |       |       |         |       |

На начало 1867 года – 611 жителей, в том числе 331 мужского и 280 женского пола.
на 1 января 1868 года всего пять дворов с 24 жителями (15 мужчин и 9 женщин). 
В 1902 году в Раздольном насчитывается 62 двора, 86 жилых построек и 493 жителя из 139 семей. 
На 1 января 1907 года в селе 161 двор и 570 жителей, 299 мужчин и 271 женщина.
В 1909 году в Раздольном было 94 двора, детей школьного возраста 134. 
В 1910 корейцев в Раздольном насчитывалось 40 дворов. Район их компактного проживания, как и в других местах края, назывался Корейской слободкой. 
В середине 1915 года в Раздольном проживало 795 человек гражданского населения. 

## Инфраструктура
Основой экономики посёлка является сельское хозяйство, животноводство, а также добыча и разлив минеральных вод («Лотос»).
В посёлке также имеется храм, женский монастырь в честь Казанской иконы Пресвятой Богородицы, построенный в 1998 году рядом с храмом 1914 года, детский дом, центр временного содержания диких животных.
Связь
Рядом с посёлком находится Приморский КРТПЦ. Был основан в 1958 году, первая ретрансляция в 1928 году. Площадь центра более 400 га. Вещает на Приморский край, и на почти всю территорию стран Юго-Восточной Азии. В центре функционируют два передатчика и четыре антенны.
Памятники
- Памятник героям Хасана.
- Памятник погибшим в Великой Отечественной войне.
- Мемориальная доска в честь легенды мирового балета Рудольфа Нуреева, который родился 17 марта 1938 года в поезде, направлявшемся в Приморье, где служил его отец. Доска была изготовлена художником, автором скульптуры принцессы Дианы. Помощь в реализации проекта оказал народный артист России Николай Цискаридзе[19].

## Транспорт
Через посёлок проходит федеральная трасса «Уссури» и транссибирская магистраль, на которой находится одноимённая станция.